# Lydia (filme)
Lydia é um filme norte-americano de 1941, do gênero drama, dirigido por Julien Duvivier e estrelado por Merle Oberon, Edna May Oliver e Alan Marshal.
De trama episódica, Lydia é a refilmagem da produção francesa Un Carnet de Bal (1937), também dirigida por Julien Duvivier. A trilha sonora foi indicada ao Oscar.

## Sinopse
Lydia MacMillan permaneceu solteira por quarenta anos, à espera de Richard, que foi para o mar e não voltou, conforme prometera. Mas ela teve três outros romances: com Michael, filho do mordomo de sua rica família bostoniana; Bob, um ídolo do futebol; e com Frank, pianista e compositor cego. Agora, ela é tirada da solidão para uma festa onde comparecem todos esses três pretendentes...e, surpreendentemente, também Richard, o único homem a quem amou de verdade. Porém, uma desilusão a aguarda.

## Premiações
| Patrocinador                                  | Prêmio | Categoria                    | Situação |
| --------------------------------------------- | ------ | ---------------------------- | -------- |
| Academia de Artes e Ciências Cinematográficas | Oscar  | Melhor Trilha Sonora (Drama) | Indicado |

## Elenco
| Ator/Atriz      | Personagem          |
| --------------- | ------------------- |
| Merle Oberon    | Lydia MacMillan     |
| Edna May Oliver | Sarah MacMillan     |
| Alan Marshal    | Richard Mason       |
| Joseph Cotten   | Michael Fitzpatrick |
| Hans Jaray      | Frank André         |
| George Reeves   | Bob Willard         |
| John Halliday   | Fitzpatrick         |
| Sara Allgood    | Mary                |
| Billy Ray       | Johnny              |
| Frank Conlan    | Old Ned             |